# Eonycterini
Eonycterini – monotypowe plemię ssaków z podrodziny Epomophorinae w obrębie rodziny rudawkowatych (Pteropodidae).

## Rozmieszczenie geograficzne
Plemię obejmuje gatunki występujące w południowo-wschodniej Azji.

## Morfologia
Długość ciała (bez ogona) 79,5–130 mm, długość ogona 11–28 mm, długość ucha 17–24 mm, długość tylnej stopy 14,6–25 mm, długość przedramienia 56–85 mm; masa ciała 40–98 g.

## Systematyka
Plemię wyodrębnił w 2016 roku międzynarodowy zespół biologów (Brazylijka Francisca Cunha Almeida, Argentyńczyk Norberto Pedro Giannini i Amerykanka Nancy B. Simmons) w artykule zatytułowanym Historia ewolucji afrykańskich nietoperzy owocożernych (Chiroptera: Pteropodidae), opublikowanym w czasopiśmie „Acta Chiropterologica”. Rodzaj Eonycteris zdefiniował w 1873 roku irlandzki zoolog George Edward Dobson w artykule zatytułowanym O Pteropidæ Indii i ich wyspach, z opisami nowych lub mało znanych gatunków, opublikowanym na łamach The Journal of the Asiatic Society of Bengal. Gatunkiem typowym jest (oznaczenie monotypowe) jutrzenkowiec jaskiniowy (E. spelaea).

### Etymologia
- Eonycteris: gr. ηώς eōs lub ηως ēōs ‘świt’; νυκτερις nukteris, νυκτεριδος nukteridos ‘nietoperz’[10].
- Callinycteris: gr. καλλος kallos ‘piękno’, od καλος kalos ‘piękny’; νυκτερις nukteris, νυκτεριδος nukteridos ‘nietoperz’[11]. Gatunek typowy (oznaczenie monotypowe): Callinycteris rosenbergii[a] Jentink, 1889.

### Podział systematyczny
Do plemienia należy jeden rodzaj jutrzenkowiec (Eonycteris) z trzema gatunkami:
| Grafika | Gatunek            | Autor i rok opisu | Nazwa zwyczajowa         | Podgatunki         | Rozmieszczenie geograficzne | Podstawowe wymiary                                       | Status IUCN |
| ------- | ------------------ | ----------------- | ------------------------ | ------------------ | --- | -------------------------------------------------------- | ----------- |
|         | Eonycteris spelaea | (Dobson, 1871)    | jutrzenkowiec jaskiniowy | 4 podgatunki       | Indie i Nepal na wschód do południowej Chińskiej Republiki Ludowej, kontynentalna Azja Południowo-Wschodnia, Andamany, Wielkie i Małe Wyspy Sundajskie, Celebes, północne Moluki oraz Filipiny; zakres wysokości: 0–1000 m n.p.m. | DC: 7,9–13 cm DO: 1,1–2,5 cm DP: 6,1–8 cm MC: 40–79 g    | LC          |
|         | Eonycteris major   | Andersen, 1910    | jutrzenkowiec duży       | gatunek monotypowy | Borneo i Wyspy Mentawai (Sipura i Północna Pagai); zakres wysokości: 0–1100 m n.p.m. | DC: 12,4–13 cm DO: 1,8–2,7 cm DP: 6,1–8,5 cm MC: 91–98 g | NT          |
|         | Eonycteris robusta | G.S. Miller, 1913 | jutrzenkowiec filipiński | gatunek monotypowy | endemit Filipin: większość z większych wysp (z wyjątkiem Palawanu, Archipelagu Sulu, Wysp Batanes i Babuyan); zakres wysokości: 0–1100 m n.p.m.                                                                                   | DC: 10,7–12,7 cm DO: 2–2,8 cm DP: 6,7–8,2 cm MC: 56–80 g | VU          |

Kategorie IUCN:  LC  – gatunek najmniejszej troski,  NT  – gatunek bliski zagrożenia,  VU  – gatunek narażony.